# Piloblephis
Piloblephis  é um gênero botânico da família Lamiaceae

## Espécies
- Piloblephis ericoides
- Piloblephis rigida